# Wesley Sulzberger
Wesley Sulzberger (Flowery Gully, Tasmania, 20 de octubre de 1986) es un ciclista australiano que fue profesional entre 2006 y 2016.
Es miembro de una familia dedicada al ciclismo, puesto que su hermano Bernard es también ciclista y su hermana Grace es una ciclista amateur que compite ocasionalmente con la selección de Australia.

## Biografía
Se volvió profesional en [006 en el equipo australiano AIS Southaustralia.com a los 19 años, Sulzberger destaca en su primera carrera, terminando 2.º en el Campeonato Australiano sub-23 por detrás de William Walker. Con este equipo, ganó una etapa en el Tour de Hokkaido 2006, otra en el Herald Sun Tour de 2007, otra en el Giro delle Regioni 2008 y una última en el Tour de Japón del mismo año. También terminó 4.º de la Vuelta a Irlanda de 2007 y subcampeón del mundo sub-23 en 2007 por detrás de Peter Velits.
En agosto de 2008 este prometedor ciclista se unió al equipo Pro Tour Française des Jeux como stagiaire y luego como corredor. Terminó 2.º del Gran Premio de Isbergues de 2008 y 5.º del Tour Down Under 2009. También ha estado presente en la escapada de la París-Roubaix 2009, junto con su compañero de equipo Yoann Offredo antes de que se integraran de nuevo en el pelotón. Al final de la temporada 2009, participó en su primera gran vuelta, la Vuelta a España, donde acabó 117.º.
Al comienzo de la temporada 2010 ganó el Gran Premio de Plumelec-Morbihan en solitario por delante de Renaud Dion y de Stéphane Augé.

## Palmarés
2006
- 1 etapa del Tour de Hokkaido

2007
- 2.º en el Campeonato Mundial en Ruta sub-23
- 1 etapa del Herald Sun Tour

2008
- 1 etapa del Giro de las Regiones
- 1 etapa del Tour de Japón
- Gran Premio Sportivi di Poggiana

2009
- 1 etapa de la París-Corrèze

2010
- Gran Premio de Plumelec-Morbihan

2016
- 1 etapa del Tour de Filipinas

## Resultados en Grandes Vueltas y Campeonatos del Mundo
| Carrera         | Carrera         | 2006 | 2007 | 2008 | 2009  | 2010  | 2011 | 2012  | 2013 | 2014 | 2015 | 2016 |
| --------------- | --------------- | ---- | ---- | ---- | ----- | ----- | ---- | ----- | ---- | ---- | ---- | ---- |
|                 | Giro de Italia  | —    | —    | —    | —     | —     | —    | —     | —    | —    | —    | —    |
|                 | Tour de Francia | —    | —    | —    | —     | 152.º | —    | —     | —    | —    | —    | —    |
|                 | Vuelta a España | —    | —    | —    | 117.º | —     | —    | 145.º | Ab.  | —    | —    | —    |
| Mundial en Ruta | Mundial en Ruta | —    | —    | —    | Ab.   | 95.º  | —    | Ab.   | —    | —    | —    | —    |

―: no participa

Ab.: abandono